# Nicolai Henrik Knudtzon
Nicolai Henrik Knudtzon, född den 26 januari 1816 i Kristiansund, död där den 28 januari 1895, var en norsk affärsman. Han var brorsons son till Hans Carl Knudtzon.
Knudtzon, som var den tredje i sin släkt med samma namn, har kallats "Norges största affärsgeni i 19:e århundradet". Han trädde 1837 i spetsen för den av farfadern grundade, av fadern utvidgade affären, som han själv drev upp till en av landets främsta, särskilt för export av klippfisk, och med hans handelsrörelse som centrum blev Kristiansund en av landets mest betydande exporthamnar.